# Coupe de Croatie féminine de handball
La Coupe de Croatie féminine de handball est compétition à élimination directe organisée par la Fédération croate de handball. Elle fait suite depuis 1992 à la Coupe de Yougoslavie.
Comme en championnat, la compétition est dominée par le ŽRK Podravka Koprivnica qui a remporté en 2019 sa 23e coupe en 28 éditions.

## Palmarès
| Année | Lieu        | Vainqueur           | Score   | Finaliste                 |
| ----- | ----------- | ------------------- | ------- | ------------------------- |
| 1992  | Zagreb      | Lokomotiva Zagreb   | 27 – 24 | Podravka Koprivnica       |
| 1993  | Zagreb      | Podravka Koprivnica | 30 – 23 | Modea Šparta Tuing Zagreb |
| 1994  | Zagreb      | Podravka Koprivnica | 25 – 19 | Lokomotiva Zagreb         |
| 1995  | Požega      | Podravka Koprivnica | 20 – 16 | Kraš (Lokomotiva) Zagreb  |
| 1996  | Đurđevac    | Podravka Koprivnica | 27 – 19 | Graničar Đurđevac         |
| 1997  | Zelina      | Podravka Koprivnica | 26 – 20 | Kraš (Lokomotiva) Zagreb  |
| 1998  | Virovitica  | Podravka Koprivnica | 28 – 16 | Kraš (Lokomotiva) Zagreb  |
| 1999  | Osijek      | Podravka Koprivnica | 27 – 24 | Kraš (Lokomotiva) Zagreb  |
| 2000  | Split       | Podravka Koprivnica | 23 – 17 | ŽRK Osijek                |
| 2001  | Osijek      | Podravka Koprivnica | 29 – 16 | Koka Varaždin             |
| 2002  | Zagreb      | Podravka Koprivnica | 27 – 26 | Lokomotiva Zagreb         |
| 2003  | Virovitica  | Podravka Koprivnica | 36 – 24 | Lokomotiva Zagreb         |
| 2004  | Virovitica  | Podravka Koprivnica | 42 – 41 | TVIN Virovitica           |
| 2005  | Virovitica  | Lokomotiva Zagreb   | 37 – 35 | TVIN Virovitica           |
| 2006  | Virovitica  | Podravka Koprivnica | 36 – 24 | TVIN Virovitica           |
| 2007  | Požega      | Lokomotiva Zagreb   | 33 – 31 | Podravka Koprivnica       |
| 2008  | Zagreb      | Podravka Koprivnica | 33 – 23 | Trešnjevka Zagreb         |
| 2009  | Ivanić-Grad | Podravka Koprivnica | 32 – 27 | Trogir                    |
| 2010  | Samobor     | Podravka Koprivnica | 29 – 22 | Lokomotiva Zagreb         |
| 2011  | Samobor     | Podravka Koprivnica | 39 – 24 | Sesvete Agroproteinka     |
| 2012  | Đurđevac    | Podravka Koprivnica | 30 – 25 | Lokomotiva Zagreb         |
| 2013  | Novigrad    | Podravka Koprivnica | 33 – 25 | Lokomotiva Zagreb         |
| 2014  | Umag        | Lokomotiva Zagreb   | 24 – 21 | Zamet Rijeka              |
| 2015  | Umag        | Podravka Koprivnica | 32 – 24 | Lokomotiva Zagreb         |
| 2016  | Umag        | Podravka Koprivnica | 24 – 16 | Zamet Rijeka              |
| 2017  | Umag        | Podravka Koprivnica | 24 – 13 | Trešnjevka Zagreb         |
| 2018  | Umag        | Lokomotiva Zagreb   | 29 – 19 | Podravka Koprivnica       |
| 2019  | Poreč       | Podravka Koprivnica | 33 – 14 | Sesvete Agroproteinka     |

## Bilan
| Rang  | Club                | Titres | Finales   |           |
| ----- | ------------------- | ------ | --------- | --------- |
| 1     | Podravka Koprivnica | 23     | 3         |           |
| 2     | Lokomotiva Zagreb   | 5      | 11        |           |
| 3     | Tvin Virovitica     | 0      | 3         |           |
| 4     | Trešnjevka Zagreb   | 0      | 2         |           |
| 4     | Zamet Rijeka        | 0      | 2         |           |
| 4     | Sesvete             | 0      | 2         |           |
| 7     | Graničar Đurđevac   | 0      | 1         |           |
| 7     | ŽRK Osijek          | 0      | 1         |           |
| 7     | Trogir              | 0      | 1         |           |
| 7     | Koka Varaždin       | 0      | 1         |           |
| 7     | Modea Tuing Zagreb  | 0      | 1         |           |
| Total | Total               | 28     | 1992-2019 | 1992-2019 |